# Тимоти Черијот
Тимоти Черијот (енгл. Timothy Cheruiyot;  20. новембар 1995.) кенијски је атлетичар специјализован за трку на 1.500 метара. Он је освајач сребрне медаље на Олимпијским играма у Токију 2020. На Светским првенствима Черијот је освојио сребрну медаљу 2017. у Лондону и златну 2019. у Дохи.
Освојио је сребрну медаљу на 1.500 метара на Играма Комонвелта 2018. и 2022. године, а такође је двоструки освајач сребрне медаље на Афричком првенству 2016. и 2018. године. Черијот је освојио титуле у трци на 1.500 метара у Дијамантској лиги у четири наврата: 2017, 2018, 2019, и 2021.

## Одрастање
Черијот је из одрастао на фарми са својом породицом у месту Сингорвет, у округу Бомет. Почевши од 2014. године, почео је да тренира атлетику на периферији Најробија, под вођством тренера Бернарда Оуме.

## Каријера у атлетици

### Рана каријера: 2015-2018
Черијот је скренуо пажњу у финалу трке на 1.500 метара на Светском првенству 2015. у Пекингу где је заузео 7. место у финалу у времену 3:36.05.
Освојио је сребрну медаљу на Светском првенству 2017. у Лондону у времену 3:33,99. Черијот је потом победио у финалу Дијамантске лиге 2017. у времену 3:33,93.
Черијот је 2018. остао непоражен у свакој трци у Дијамантској лиги па је годину авршио као први на 1500 м (3:28,41) и на миљу (3:49,87).

### 2019: Светски шампион
Упркос повреди, Черијот је освојио све трке Дијамантске лиге у којима се такмичио 2019. осим Дијамантске лиге у Дохи. Черијот је такође спустио лични рекорд на 800 метара, истрчавши 1:43,13 у победи на националном првенству Кеније.
Черијотово најзапаженије достигнуће у 2019. години било је освајање злата у финалу трке на 1.500 метара на Светском првенству у Дохи. Черијот је победио у времену 3:29,26.

### 2021: Освајач сребрне олимпијске медаље
Черијот је освојио олимпијско сребро у финалу трке на 1.500 метара у Токију. Норвешки атлетичар Јакоб Ингебригтсен узео је олимпијско злато у времену новог олимпијског рекорда од 3:28,32, Черијот је стигао други у времену 3:29.01, испред  британског атлетичара Џоша Кера који је освојио олимпијску бронзу са 3:29.05.

### 2022
Упркос проблему са тетивом, Черијот је прошао кроз квалификације на Светском првенству 2022. у Јуџину, да би у финалу заузео 6. место у свом најбољем времену сезоне од 3:30,69.

### 2023
На Светском првенству у Будимпешти 2023. Черијот је елиминисан у полуфиналу. Навео је да му је после Светског првенства дијагностикована повреда колена, те је због тога провео остатак 2023. и почетак 2024. одмарајући се и рехабилитујући се да би се припремио за предстојећу Олимпијску годину.

### 2024
Черијот  је 6. августа завршио као 11. у финалу трке на 1.500 метара на Олимпијским играма у Паризу у времену 3:31.35.

## Међународна такмичења
| Година | Такмичење                          | Место                           | Позиција | Дисциплина                | Резултат | Белешка |
| ------ | ---------------------------------- | ------------------------------- | -------- | ------------------------- | -------- | ------- |
| 2015   | Светско првенство у тркама штафета | Насау, Бахаме                   | 2.       | Штафета 1200+400+800+1600 | 9:17.20  |         |
| 2015   | Светско првенство                  | Пекинг, Кина                    | 7.       | 1.500 м                   | 3:36.05  |         |
| 2016   | Афричко првенство                  | Дурбан, Јужноафричка Република  | 2.       | 1.500 м                   | 3:39.71  |         |
| 2017   | Светско првенство                  | Лондон, Уједињено Краљевство    | 2.       | 1.500 м                   | 3:33.99  |         |
| 2018   | Игре Комонвелта                    | Гоулд Коуст, Аустралија         | 2.       | 1.500 м                   | 3:35.17  |         |
| 2018   | Афричко првенство                  | Асаба, Нигерија                 | 2.       | 1.500 м                   | 3:35.93  |         |
| 2019   | Светско првенство                  | Доха, Катар                     | 1.       | 1.500 м                   | 3:29.26  |         |
| 2021   | Олимпијске игре                    | Токио, Јапан                    | 2.       | 1.500 м                   | 3:29.01  |         |
| 2022   | Светско првенство                  | Јуџин, САД                      | 6.       | 1.500 м                   | 3:30.69  |         |
| 2022   | Игре Комонвелта                    | Бирмингем, Уједињено Краљевство | 2.       | 1.500 м                   | 3:30.21  |         |
| 2023   | Светско првенство                  | Будимпешта, Мађарска            | 23.      | 1.500 м                   | 3:37.40  |         |
| 2024   | Олимпијске игре                    | Париз, Француска                | 11.      | 1.500 м                   | 3:31.35  |         |

## Лични рекорди
- 800 метара – 1:43,11 (Најроби 2019.)
- 1.500 метара – 3:28,28 (Монако 2021.)
- Једна миља – 3:49,64 (Јуџин 2017.)
- 2.000 метара – 5:03,05 (Најроби 2020.)
- 3.000 метара – 7:36,72 (Доха 2023.)
- 5.000 метара – 13:47,2 (Најроби 2020.)